# 넵투누스 분수 (그단스크)

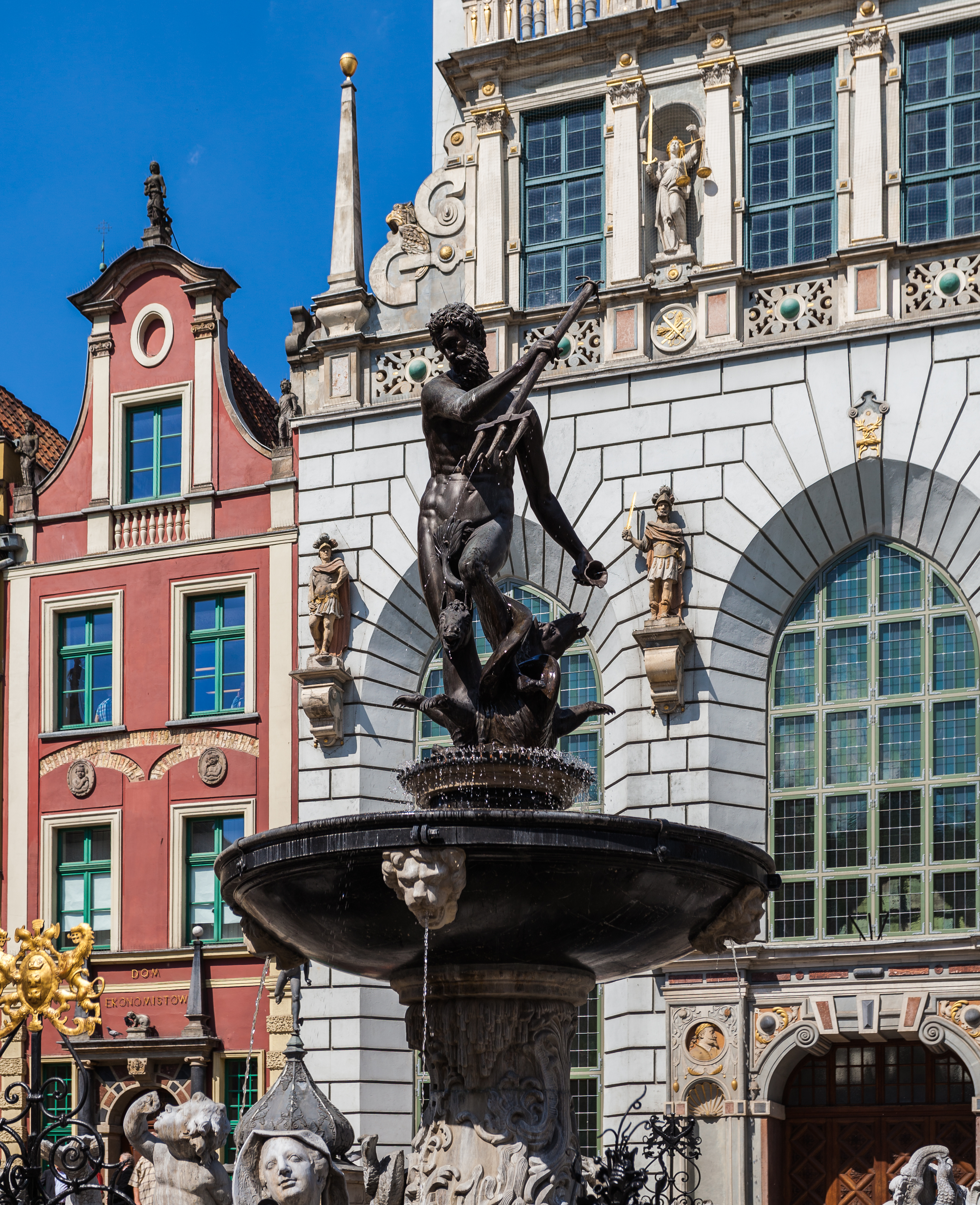
넵투누스 분수

넵투누스 분수(폴란드어: Fontanna Neptuna)는 폴란드 포모제주 그단스크에 있는 분수다. 매너리즘-로코코 양식의 작품으로, 그단스크의 가장 독특한 랜드마크 중 하나다. 이 분수는 드우기 타르크, 드부르 아르투사 입구 앞에 있다. 17세기 초에 건설되었다.